# 大仙術士 李白
《大仙術士 李白》，是臺灣漫畫家葉明軒的漫畫作品，為根據唐朝詩人李白生平改編的奇幻漫畫，在台灣角川《FORCE原力誌》連載。劇情中還出現了杜甫、王維這幾個重要角色。

## 故事
大唐開元四年，一個璀璨輝煌的盛世！在這仙術至上的世界中，一位閃耀著無上光芒的少年即將大展身手！李白自幼拜入仙術士「焦煉師」門下，15歲時已是一位能獨當一面的仙術師。為了完成父親未能完成的心願，李白立志要進入翰林院，當上國家仙術士！但在這仙術士多如過江之鯽的時代，縱使天資過人，庶民出身的李白果真能夠順利成為國家仙術士嗎？此外與李白同年但已考上進士的王維、追尋李白腳步的杜甫……眾多知名唐代詩人將陸續在仙術的舞台上激起火花！

## 人物

### 主角群
李白
劍派，兵器（龙泉），（綑仙绳）。
本作主角，字太白，為了成為天下第一的仙術士，踏上了前往翰林院的冒險旅程。
王維
字摩詰，研修佛法，年紀輕輕成為翰林學士的天才少年。
杜甫
劍派
字子美，仰慕李白的美少年，年紀比李白小，與李白相遇四年之後踏上追隨李白的旅程，後來成為公孫大娘的弟子。

### 李白相關人物
焦煉師
原名靜真，李白的師父，白雲子之徒，玉真公主之師妹。
吳指南
字己來，李白的摯友，跟隨李白前往翰林院，後在與道術士羅公遠對決中身亡。
趙蕤
劍派，著有长短经。號東嚴子，李白跟王維的恩師。
孟浩然
李白朋友，吳指南死後一直支撐著李白。
郭子儀
武人，起初不相信仙術師，遇見李白後改觀了。後來成為將軍。
司馬承禎
號白雲子，曾為翰林院最強仙術士，後隱居山林，指點李白踏上仙術士之路。

### 大唐朝廷
唐玄宗
大唐當今皇上，主宰整個翰林院的仙術士。
李林甫
號月堂，官為太子中允，张果的弟子，實質掌控仙術士科舉的一切，初登場時罷黜了當年仙術士科舉的主考官(韓愈)。
後因屢建戰功，爬上了宰相之位，並且開始秘密進行他「神祕計畫」。
玉真公主
號三景法師，為玄宗之親妹，師妹為焦煉師(靜真)。出家隱身於長安終南山，王維是受她的引薦進入翰林院。
李白進入終南山參與玉真公主的比試，接連打敗對手後讓玉真公主對他感興趣，然而她卻叫李白此時不要進入翰林院。
高力士
大將軍，忠心耿耿，喜歡男人。
楊貴妃
玄宗愛妃。

### 其他
吴道子
画派最强。
公孫大娘
剑派，需每天摘取鲜花化成剑，花不一样，剑的形状跟能力也不一样。
贺知章
剑派
张垍
张果
民间最强仙人，新天人的領袖。
蓝采和
苏颋
叶法善
羅公遠
白雲子弟子，妖術師。

## 仙术
修行仙术者都有本命仙术，本命仙术要有（宝贝）才能引发元气发动仙术，宝贝的好坏更是对招式的强弱有绝对性的影响。因此上等的宝贝都会使用具有灵气的物品或是成仙者的遗物。仙术师对战时，除了正面破解对方的仙术之外，只有在打倒仙术师或者仙术师元气耗尽才能使仙术中断。初学者需要结合兵器才能照成杀伤力，但正真的仙术高手无论宝贝的形式都能使出千变万化威力强大的仙术。要让仙术更上一层楼，最重要的就是想象力跟信心。
仙术师有五个门派，剑派，形派，画派，术派，仙派。剑派是以武器为主要攻击，形派能让自己化身为动物或神兽形体，画派是作画召唤出画中的形物，术派则以符咒或法阵来施展仙术，其它不在这四派中的统称为仙派。画派的仙术就是只要靠近以仙术作画的物体所放置的地点就会引发，它可以是画轴，也可能直接画在地上，仙术越高就能画出越强的力的形象。
大醉仙，能爆发性增强仙气的仙酒，清酒15cc,桂花酿半匙越10cc（以清酒化开），荔枝酒45cc，柠檬汁10cc（不宜过多）再以碎冰搅拌融合，最后加入一小片姜片提味。

## 出版書籍
| 集數 | 發售日期       | ISBN                   |
| ---- | -------------- | ---------------------- |
| 1    | 2013年12月19日 | ISBN 978-986-325-683-0 |
| 2    | 2014年11月15日 | ISBN 978-986-366-096-5 |
| 3    | 2015年8月6日   | ISBN 978-986-366-655-4 |
| 4    | 2016年12月22日 | ISBN 978-986-473-415-3 |
| 5    | 2018年8月16日  | ISBN 978-957-564-365-2 |
| 6    | 2019年12月19日 | ISBN 978-957-743-403-6 |
| 7    | 2021年9月27日  | ISBN 978-986-524-766-9 |
| 8    | 2025年7月24日  | ISBN 978-626-435-020-4 |

## 獎項紀錄
- 2015年以第二集榮獲第六屆金漫獎少年漫畫獎，及年度漫畫大獎。
- 2016年以第三集榮獲第七屆金漫獎少年漫畫獎，及年度漫畫大獎。
- 2019年以第五集榮獲第十屆金漫獎少年漫畫獎。

## 外部連結
- 《大仙術士 李白》連載專頁 （页面存档备份，存于）